# بیدخوار
بیدخوار روستایی از توابع بخش مرکزی شهرستان جم استان بوشهر در جنوب ایران است.
این روستا در دهستان جم قرار دارد و بر اساس سرشماری سال ۱۳۸۵ جمعیت آن ۱۴۱ نفر بوده‌است.
کشاورزی و دامداری از جمله شغل اکثر مردم اهالی این روساست.